# Prototritia sicula
Prototritia sicula är en kvalsterart som beskrevs av Bernini 1983. Prototritia sicula ingår i släktet Prototritia och familjen Protoplophoridae. Inga underarter finns listade i Catalogue of Life.